# 범어사 목조시방삼보자존패
범어사 목조시방삼보자존패(梵魚寺 木造十方三寶慈尊牌)는 부산광역시 금정구 범어사에 있는, 나무로 만든 시방삼보자존패이다. 2003년 9월 16일 부산광역시의 문화재자료 제21호로 지정되었다.

## 개요
범어사에 소장되어 있는 나무로 만든 시방삼보자존패로, 조선시대 불전의 불단 위에 많이 봉안되어 있던 불교의식구의 하나인 원패이다.
전체적인 형태는 능화형(菱花形) 주연(周緣)을 지닌 몸체 부분을 연꽃무늬 대좌(臺座)에 결구시킨 조선시대 원패의 일반적인 형태를 따르고 있다.
범어사목조석가여래위패(부산광역시 문화재자료 제22호)와 형태가 거의 유사하다. 다만, 몸체 좌·우 주연에는 봉황무늬가 조각되어 있으며, 액(額)에는 호분(胡粉)으로 쓴 ‘시방삼보자존(十方三寶慈尊)’이라는 발원명이 있고, 대좌가 엎어놓은 연꽃무늬 10잎이 새겨져 있는 아랫받침돌과 위로 향한 연꽃무늬 11잎이 새겨져 있는 윗받침돌로 구성되어 있는 점 등에서 약간의 차이가 날 뿐이다.
범어사 목조 시방삼보자존패는 표면에는 채색의 면밀성이 조금 떨어진 채 양록을 주 안료로 하여 채색되는 등 조선후기 불교의식구 일면을 파악할 수 있는 소중한 자료로 평가된다.

## 참고 문헌
- 범어사목조시방삼보자존패 - 국가유산청 국가유산포털